# Keegan Palmer
Keegan Palmer (ur. 13 marca 2003 w San Diego) – australijsko-amerykański skater, mistrz olimpijski z Tokio 2021 i z Paryża 2024.

## Udział w zawodach międzynarodowych
| Impreza              | Rok         | Miejsce   | Wyniki |
| Impreza              | Rok         | Miejsce   | park   |
| -------------------- | ----------- | --------- | ------ |
| Igrzyska olimpijskie | 2021        | Tokio     | złoto  |
| Igrzyska olimpijskie | 2024        | Paryż     | złoto  |
| Mistrzostwa świata   | 2018        | Nankin    | brąz   |
| Mistrzostwa świata   | 2019        | São Paulo | 4      |
| Mistrzostwa świata   | 2022 (2023) | Szardża   | 8      |
| Mistrzostwa świata   | 2023        | Rzym      | DNS    |

## Biografia
Urodził się w San Diego, w Stanach Zjednoczonych, w rodzinie Amerykanina Chrisa i Południowoafrykanki Cindy. Gdy miał 1 rok przeprowadził się wraz z rodziną do Gold Coast w Australii. W wieku 14 lat powrócił do Stanów Zjednoczonych, gdzie miał lepsze warunki do rozwoju sportowego. Obecnie mieszka w Encinitas. Mając podwójne obywatelstwo, zdecydował się reprezentować Australię, gdzie się wychował i ukończył szkołę.